# Joe Gyau
Joseph-Claude Gyau (Tampa, 16 september 1992) is een Amerikaans voetballer die bij voorkeur uitkomt als vleugelspeler. Hij verruilde in 2014 TSG 1899 Hoffenheim voor Borussia Dortmund.

## Clubcarrière
Gyau volgde de jeugdopleiding van TSG 1899 Hoffenheim en stroomde na drie jaar door naar het professionele team. Hij wist echter niet door te breken in het eerste team en speelde vooral zijn wedstrijden bij het reserveteam van Hoffenheim. Op 30 augustus 2012 werd bekend dat Gyau uitgeleend zou worden aan FC St. Pauli, dat uitkomt in de 2. Bundesliga, met als doel meer ervaring op te doen. Zijn competitiedebuut voor Hoffenheim maakte hij op 26 april 2014 als invaller tegen Eintracht Frankfurt.

## Interlandcarrière
Gyau heeft de Verenigde Staten in verschillende jeugdteams vertegenwoordigd. Op 11 november 2012 werd Gyau opgeroepen door bondscoach Jürgen Klinsmann voor een vriendschappelijke interland tegen Rusland. Zijn debuut maakte hij echter niet. Gyau debuteerde in 2014 alsnog in het Amerikaans voetbalelftal.